# Antonio Raposo Tavares
Antonio Raposo Tavares, "el viejo" (en portugués, o Velho) (Beja, Alentejo, 1598-São Paulo, 1658)  fue un bandeirante colonial portugués que exploró la parte continental este de América del Sur que se extiende el territorio de la colonia más allá de los límites impuestos por el Tratado de Tordesillas y la reclamó para Portugal.

## Biografía
Tavares nació en Beja, Alentejo, Portugal, en 1598. Se embarcó para América del Sur en 1618 con su padre, Fernão Tavares Vieira. En 1622, después de que su padre murió, se instaló en la Villa de São Paulo. Seis años más tarde, en 1628, abandonó la villa con la primera bandeira, compuesta de 900 colonos y 2000 guerreros  Tupi. 
Este viaje se comenzó para capturar más esclavos indígenas (principalmente Tupi, Tememinos y Carijós). Los bandeirantes atacaron por primera vez algunos pueblos guaraníes, en el valle del alto Paraná, que estaban protegidos por los jesuitas españoles y brutalmente mataron a muchas personas, capturando 2.500 indios. Este viaje permite la anexión de una parte de la tierra al este del Río Uruguay (los actuales estados de Paraná y Santa Catarina) a la colonia portuguesa. 
Tavares regresó a São Paulo en 1633 y se convirtió en un juez. Tres años más tarde, salió de nuevo para un nuevo viaje, esta vez para destruir a las reducciones jesuíticas españoles,   establecidas al sudeste del río Uruguay (actual Río Grande do Sul). 
Desde 1639 hasta 1642, Tavares luchó junto en la guerra contra los holandeses, que habían conquistado los asentamientos en la costa norte-oriental (Bahía y Pernambuco).
Se embarcó en su último viaje con una bandeira en 1648, en busca de oro, minerales preciosos y esclavos en el inexplorado continente. Se le unieron 200 mercenarios blancos de São Paulo y más de mil indios. Los bandeirantes viajaron por más de 10 000 kilómetros (6.200 millas) a raíz de los cursos de los ríos, especialmente el río Paraguay, el río Grande, el río Mamoré, el río Madeira y el río Amazonas. Sólo Tavares, 59 blancos y algunos indios alcanzado Belém, en la desembocadura del río Amazonas. 
Después de eso, los sobrevivientes regresaron a São Paulo, donde Raposo Tavares, murió en 1658. En su honor, una de las principales autopistas del país lleva su nombre, Rodovia Raposo Tavares, que comunica a la ciudad de São Paulo con el oeste del estado, su trazado prácticamente coincide con la ruta que Tavares tomó en su viaje hacia el sur en el que consiguió anexar a la América Portuguesa los territorios de los actuales estados de Paraná y Santa Catarina.